# Joaquín Calderón Vicente
Joaquín Calderón Vicente es un futbolista español que juega en el CD Alcoyano en España como extremo en banda y delantero.

## Trayectoria
Joaquín Calderón se formó en el Elche CF. Jugó 3 partidos con la Selección de fútbol de España  Sub-19 en 2006.

## Clubes
| Club                   | País   | Año         |
| ---------------------- | ------ | ----------- |
| Elche CF B             | España | 2005 - 2006 |
| Elche CF               | España | 2006 - 2008 |
| Valencia CF B          | España | 2008 - 2009 |
| Sangonera Atlético CF  | España | 2009 - 2010 |
| Deportivo Alavés       | España | 2010 - 2011 |
| Osasuna B              | España | 2011 - 2012 |
| Gimnàstic de Tarragona | España | 2012        |
| Cádiz Club de Fútbol   | España | 2013 -      |